# Associazione Sportiva Roma 2003-2004
Questa voce raccoglie le informazioni riguardanti l'Associazione Sportiva Roma nelle competizioni ufficiali della stagione 2003-2004.

## Stagione
Dopo aver ottenuto la qualificazione alle coppe per il rotto della cuffia, nell'estate 2003 la Roma acquista Carew, Amantino Mancini e Chivu.
In campionato i capitolini sono protagonisti nel girone di andata, imponendosi peraltro nel derby d'inizio novembre con un gol segnato di tacco dal brasiliano. L'unica sconfitta delle prime 17 giornate è contro il Milan, che nel giorno dell'Epifania si impone 2-1 all'Olimpico. Il 18 gennaio, la Roma si ritrova comunque in vetta con 42 punti. Inizia la fase di ritorno pareggiando con l'Udinese e perdendo a Brescia: ciò costa il sorpasso ad opera dei rossoneri. In marzo, dopo aver sconfitto 4-1 l'Inter, saluta la Coppa UEFA facendosi estromettere dal Villarreal. Alla fine del mese subisce un 2-1 casalingo dal Bologna, allontanandosi ancor più dal Milan. Lo scontro diretto della 32ª giornata premia i rossoneri, che vincendo 1-0 grazie alla rete di Ševčenko dopo appena 90 secondi, si assicurano lo scudetto. La Roma ottiene un solo punto nei restanti due turni, classificandosi seconda.

## Divise e sponsor
Lo sponsor tecnico è Diadora, lo sponsor ufficiale è Mazda.
La prima divisa è costituita da maglia rossa, pantaloncini bianchi e calzettoni neri, tutti con dettagli gialli e neri. In trasferta i Lupi usano una costituita da maglia bianca, pantaloncini bianchi, calzettoni bianchi, con dettagli gialli e neri. Come terza divisa viene usato un kit costituito da maglia gialla, pantaloncini neri e calzettoni gialli, mentre come fourth viene usata una divisa completamente blu con dettagli giallorossi. I portieri usano una divisa nera con dettagli giallorossi e la third.
| Casa | Trasferta | Terza divisa | Quarta divisa | 1ª portiere | 2ª portiere |

## Rosa
Di seguito la rosa.
| N. |                      | Ruolo | Calciatore                 |
| -- | -------------------- | ----- | -------------------------- |
| 1  | Italia (bandiera)    | P     | Cristiano Lupatelli        |
| 2  | Italia (bandiera)    | D     | Christian Panucci          |
| 4  | Romania (bandiera)   | D     | Cristian Chivu             |
| 5  | Francia (bandiera)   | D     | Jonathan Zebina            |
| 8  | Brasile (bandiera)   | C     | Francisco Govinho Lima     |
| 9  | Italia (bandiera)    | A     | Vincenzo Montella          |
| 10 | Italia (bandiera)    | A     | Francesco Totti (capitano) |
| 11 | Brasile (bandiera)   | C     | Emerson                    |
| 12 | Italia (bandiera)    | P     | Carlo Zotti                |
| 15 | Francia (bandiera)   | C     | Olivier Dacourt            |
| 17 | Italia (bandiera)    | C     | Damiano Tommasi            |
| 18 | Italia (bandiera)    | A     | Antonio Cassano            |
| 19 | Argentina (bandiera) | D     | Walter Samuel              |
| 20 | Italia (bandiera)    | D     | Luigi Sartor               |
| 21 | Italia (bandiera)    | C     | Gaetano D'Agostino         |

| N. |                     | Ruolo | Calciatore          |
| -- | ------------------- | ----- | ------------------- |
| 22 | Italia (bandiera)   | P     | Ivan Pelizzoli      |
| 23 | Norvegia (bandiera) | A     | John Carew          |
| 24 | Italia (bandiera)   | A     | Marco Delvecchio    |
| 25 | Italia (bandiera)   | C     | Alessio Cerci       |
| 26 | Italia (bandiera)   | D     | Gianluca Galasso    |
| 27 | Italia (bandiera)   | C     | Daniele De Rossi    |
| 28 | Nigeria (bandiera)  | C     | Adewale Dauda Wahab |
| 29 | Italia (bandiera)   | D     | Giuseppe Scurto     |
| 30 | Brasile (bandiera)  | C     | Mancini             |
| 31 | Grecia (bandiera)   | D     | Traïanos Dellas     |
| 32 | Francia (bandiera)  | D     | Vincent Candela     |
| 33 | Nigeria (bandiera)  | C     | Akande Ajide        |
| 34 | Italia (bandiera)   | A     | Daniele Corvia      |
| 37 | Italia (bandiera)   | C     | Raffaele De Martino |
| 38 | Albania (bandiera)  | C     | Denis Boshnjaku     |

## Calciomercato
Di seguito il calciomercato.

### Sessione estiva(dal 1/7 al 31/8)
| Acquisti | Acquisti            | Acquisti  | Acquisti   |
| R.       | Nome                | a         | Modalità   |
| -------- | ------------------- | --------- | ---------- |
| D        | Cristian Chivu      | Ajax      | definitivo |
| C        | Olivier Dacourt     | Leeds Utd | definitivo |
| A        | John Carew          | Valencia  | prestito   |
| C        | Amantino Mancini    | Venezia   | svincolato |
| C        | Adewale Dauda Wahab | Reggiana  | -          |
| A        | Denis Boshnjaku     | Lazio     | -          |

| Cessioni | Cessioni            | Cessioni    | Cessioni   |
| R.       | Nome                | a           | Modalità   |
| -------- | ------------------- | ----------- | ---------- |
| A        | Denis Boshnjaku     | Teramo      | -          |
| D        | Aldair              | Genoa       | definitivo |
| D        | Cafu                | Milan       | svincolato |
| P        | Francesco Antonioli | Sampdoria   | svincolato |
| D        | Leandro Cufré       | Siena       | prestito   |
| C        | Gianni Guigou       | Siena       | prestito   |
| C        | Diego Fuser         | Torino      | svincolato |
| C        | Alberto Aquilani    | Triestina   | prestito   |
| A        | Gabriel Batistuta   | Al-Arabi    | svincolato |
| C        | Davide Bombardini   | Salernitana | -          |
| D        | Damiano Ferronetti  | Triestina   | prestito   |

### Sessione invernale(dal 3/1 al 31/1)
| Acquisti | Acquisti | Acquisti | Acquisti |
| R.       | Nome     | a        | Modalità |
| -------- | -------- | -------- | -------- |
| -        | -        | -        | -        |

| Cessioni | Cessioni     | Cessioni | Cessioni |
| R.       | Nome         | a        | Modalità |
| -------- | ------------ | -------- | -------- |
| D        | Luigi Sartor | Ancona   | prestito |

## Risultati

### Serie A

#### Girone di andata
| Arbitro: | Trefoloni (Siena) |

|              |           |                             |
| Krøldrup 26’ | Marcatori | 13’ Delvecchio 70’ Montella |

| Arbitro: | Pieri (Lucca) |

|                                                        |           |  |
| Montella 11’ Chivu 16’ Totti 23’, 58’ Carew 88’ (rig.) | Marcatori |  |

| Arbitro: | Pellegrino (Barcellona Pozzo di Gotto) |

|                  |           |                      |
| Di Vaio 21’, 35’ | Marcatori | 25’ Chivu 87’ Zebina |

| Arbitro: | Bolognino (Milano) |

|                                       |           |  |
| Montella 48’ Totti 78’ Delvecchio 86’ | Marcatori |  |

| Siena 5 ottobre 2003, ore 15:00 CEST 5ª giornata | Siena            | 0 – 0 referto | Roma | Stadio Artemio Franchi\| Arbitro: \| Rosetti (Torino) \| |
| Arbitro:                                         | Rosetti (Torino) |               |      |                                                          |

| Arbitro: | Collina (Viareggio) |

|                        |           |  |
| Samuel 28’ Cassano 61’ | Marcatori |  |

| Milano 26 ottobre 2003, ore 20:30 CET 7ª giornata | Inter               | 0 – 0 referto | Roma | Stadio Giuseppe Meazza\| Arbitro: \| Collina (Viareggio) \| |
| Arbitro:                                          | Collina (Viareggio) |               |      |                                                             |

| Arbitro: | Pellegrino (Barcellona Pozzo di Gotto) |

|                        |           |  |
| Montella 17’ Carew 81’ | Marcatori |  |

| Arbitro: | Trefoloni (Siena) |

|                         |           |  |
| Mancini 81’ Emerson 86’ | Marcatori |  |

| Arbitro: | Collina (Viareggio) |

|  |           |                                                |
|  | Marcatori | 16’ Totti 34’ Montella 38’ Panucci 49’ Cassano |

| Arbitro: | Dondarini (Finale Emilia) |

|                                 |           |               |
| Mancini 18’ Carew 45’ Totti 77’ | Marcatori | 89’ Chevantón |

| Arbitro: | Bertini (Arezzo) |

|  |           |                                   |
|  | Marcatori | 67’ Totti 70’ Mancini 72’ Cassano |

| Arbitro: | Messina (Bergamo) |

|                 |           |  |
| Totti 8’ (rig.) | Marcatori |  |

| Arbitro: | Pieri (Lucca) |

|  |           |                         |
|  | Marcatori | 23’ (rig.), 45+1’ Totti |

| Arbitro: | Paparesta (Bari) |

|               |           |                   |
| Cassano 45+3’ | Marcatori | 24’, 63’ Ševčenko |

| Arbitro: | Tombolini (Ancona) |

|  |           |            |
|  | Marcatori | 3’ Mancini |

| Arbitro: | Ayroldi (Molfetta) |

|                          |           |            |
| Carew 10’ Totti 60’, 67’ | Marcatori | 6’ Bazzani |

#### Girone di ritorno
| Arbitro: | Trefoloni (Siena) |

|             |           |                 |
| Panucci 15’ | Marcatori | 88’ Jankulovski |

| Arbitro: | Bolognino (Milano) |

|                    |           |  |
| Bachini 43’ (rig.) | Marcatori |  |

| Arbitro: | Collina (Viareggio) |

|                                               |           |  |
| Dacourt 13’ Totti 53’ (rig.) Cassano 70’, 85’ | Marcatori |  |

| Ancona 15 febbraio 2004, ore 15:00 CET 21ª giornata | Ancona           | 0 – 0 referto | Roma | Stadio Del Conero\| Arbitro: \| Paparesta (Bari) \| |
| Arbitro:                                            | Paparesta (Bari) |               |      |                                                     |

| Arbitro: | Collina (Viareggio) |

|                                                            |           |  |
| Cassano 19’, 24’, 70’ Mancini 30’ Delvecchio 81’ Totti 86’ | Marcatori |  |

| Arbitro: | Collina (Viareggio) |

|               |           |                                               |
| Gilardino 30’ | Marcatori | 44’ Cassano 52’ Emerson 70’ Totti 77’ Mancini |

| Arbitro: | Rosetti (Torino) |

|                                                 |           |           |
| Cassano 45’ Mancini 63’, 90+3’ Totti 89’ (rig.) | Marcatori | 73’ Vieri |

| Reggio Calabria 14 marzo 2004, ore 15:00 CET 25ª giornata | Reggina          | 0 – 0 referto | Roma | Stadio Oreste Granillo\| Arbitro: \| Paparesta (Bari) \| |
| Arbitro:                                                  | Paparesta (Bari) |               |      |                                                          |

| Arbitro: | Rosetti (Torino) |

|             |           |                  |
| Corradi 40’ | Marcatori | 61’ (rig.) Totti |

| Arbitro: | Bertini (Arezzo) |

|             |           |                      |
| Cassano 33’ | Marcatori | 26’ Pecchia 78’ Tare |

| Arbitro: | Trefoloni (Siena) |

|  |           |                                               |
|  | Marcatori | 50’ Emerson 54’ D'Agostino 90+4’ (rig.) Totti |

| Arbitro: | Tombolini (Ancona) |

|                                             |           |             |
| Carew 29’ Cassano 60’ Frezzolini 77’ (aut.) | Marcatori | 32’ Cossato |

| Arbitro: | Pellegrino (Barcellona Pozzo di Gotto) |

|  |           |           |
|  | Marcatori | 55’ Totti |

| Arbitro: | Racalbuto (Gallarate) |

|                          |           |  |
| Totti 41’, 89’ Carew 65’ | Marcatori |  |

| Arbitro: | Messina (Bergamo) |

|             |           |  |
| Ševčenko 2’ | Marcatori |  |

| Arbitro: | Bolognino (Milano) |

|             |           |                                        |
| Cassano 12’ | Marcatori | 19’, 24’ (rig.) Zé Maria 83’ Ravanelli |

| Genova 16 maggio 2004, ore 15:00 CEST 34ª giornata | Sampdoria           | 0 – 0 referto | Roma | Stadio Luigi Ferraris\| Arbitro: \| Castellani (Verona) \| |
| Arbitro:                                           | Castellani (Verona) |               |      |                                                            |

### Coppa Italia
| Arbitro: | Saccani (Mantova) |

|                |           |  |
| Delvecchio 41’ | Marcatori |  |

| Arbitro: | Morganti (Ascoli Piceno) |

|          |           |                            |
| Pepe 30’ | Marcatori | 69’ Tommasi 80’ Delvecchio |

| Arbitro: | Messina (Bergamo) |

|                            |           |           |
| Tomasson 40’ Ambrosini 90’ | Marcatori | 33’ Carew |

| Arbitro: | Pellegrino (Barcellona Pozzo di Gotto) |

|             |           |                        |
| Mancini 81’ | Marcatori | 49’ Nesta 57’ Tomasson |

### Coppa UEFA
| Arbitro: | Meyer |

|                                                    |           |  |
| Dellas 13’ De Rossi 21’ Carew 54’ Delvecchio 90+2’ | Marcatori |  |

| Arbitro: | Liba |

|                 |           |             |
| Zaharievski 41’ | Marcatori | 63’ Mancini |

| Arbitro: | Medina Cantalejo |

|               |           |  |
| Cassano 90+1’ | Marcatori |  |

| Arbitro: | Dougal |

|          |           |             |
| Bule 33’ | Marcatori | 85’ Cassano |

| Arbitro: | Baskakov |

|           |           |  |
| Yusuf 19’ | Marcatori |  |

| Arbitro: | Hamer |

|                         |           |  |
| Emerson 23’ Cassano 43’ | Marcatori |  |

| Arbitro: | De Bleeckere |

|                            |           |  |
| Anderson 29’ José Mari 35’ | Marcatori |  |

| Arbitro: | Veissière |

|                         |           |              |
| Emerson 10’ Cassano 50’ | Marcatori | 66’ Anderson |

## Statistiche

### Statistiche di squadra
| Competizione | Punti | In casa | In casa | In casa | In casa | In casa | In casa | In trasferta | In trasferta | In trasferta | In trasferta | In trasferta | In trasferta | Totale | Totale | Totale | Totale | Totale | Totale | DR  |
| Competizione | Punti | G       | V       | N       | P       | Gf      | Gs      | G            | V            | N            | P            | Gf           | Gs           | G      | V      | N      | P      | Gf     | Gs     | DR  |
| ------------ | ----- | ------- | ------- | ------- | ------- | ------- | ------- | ------------ | ------------ | ------------ | ------------ | ------------ | ------------ | ------ | ------ | ------ | ------ | ------ | ------ | --- |
| Serie A      | 71    | 17      | 13      | 1       | 3       | 45      | 12      | 17           | 8            | 7            | 2            | 23           | 7            | 34     | 21     | 8      | 5      | 68     | 19     | +49 |
| Coppa Italia | -     | 2       | 1       | 0       | 1       | 3       | 3       | 2            | 1            | 0            | 1            | 2            | 2            | 4      | 2      | 0      | 2      | 5      | 5      | 0   |
| Coppa UEFA   | -     | 4       | 0       | 2       | 2       | 2       | 5       | 4            | 4            | 0            | 0            | 9            | 1            | 8      | 4      | 2      | 2      | 11     | 6      | +5  |
| Totale       | -     | 23      | 14      | 3       | 6       | 50      | 20      | 23           | 13           | 7            | 3            | 34           | 10           | 46     | 27     | 10     | 9      | 84     | 30     | +54 |

### Andamento in campionato
| Giornata  | 1 | 2 | 3 | 4 | 5 | 6 | 7 | 8 | 9 | 10 | 11 | 12 | 13 | 14 | 15 | 16 | 17 | 18 | 19 | 20 | 21 | 22 | 23 | 24 | 25 | 26 | 27 | 28 | 29 | 30 | 31 | 32 | 33 | 34 |
| --------- | - | - | - | - | - | - | - | - | - | -- | -- | -- | -- | -- | -- | -- | -- | -- | -- | -- | -- | -- | -- | -- | -- | -- | -- | -- | -- | -- | -- | -- | -- | -- |
| Luogo     | T | C | T | C | T | C | T | C | C | T  | C  | T  | C  | T  | C  | T  | C  | C  | T  | C  | T  | C  | T  | C  | T  | T  | C  | T  | C  | T  | C  | T  | C  | T  |
| Risultato | V | V | N | V | N | V | N | V | V | V  | V  | V  | V  | V  | P  | V  | V  | N  | P  | V  | N  | V  | V  | V  | N  | N  | P  | V  | V  | V  | V  | P  | P  | N  |
| Posizione | 5 | 1 | 1 | 1 | 3 | 3 | 3 | 3 | 2 | 2  | 1  | 1  | 1  | 1  | 1  | 1  | 1  | 2  | 2  | 2  | 2  | 2  | 2  | 2  | 2  | 2  | 3  | 2  | 2  | 2  | 2  | 2  | 2  | 2  |

Fonte:  Italy » Serie A 2003/2004 » Results & Tables, su worldfootball.net.
Legenda:

Luogo: C = Casa; T = Trasferta. Risultato: V = Vittoria; N = Pareggio; P = Sconfitta.

### Statistiche dei giocatori
A completamento dei dati va aggiunta un autogol a favore dei giallorossi in campionato.
| Giocatore     | Serie A  | Serie A | Serie A     | Serie A    | Coppa Italia | Coppa Italia | Coppa Italia | Coppa Italia | Coppa UEFA | Coppa UEFA | Coppa UEFA  | Coppa UEFA | Totale   | Totale | Totale      | Totale     |
| Giocatore     | Presenze | Reti    | Ammonizioni | Espulsioni | Presenze     | Reti         | Ammonizioni  | Espulsioni   | Presenze   | Reti       | Ammonizioni | Espulsioni | Presenze | Reti   | Ammonizioni | Espulsioni |
| ------------- | -------- | ------- | ----------- | ---------- | ------------ | ------------ | ------------ | ------------ | ---------- | ---------- | ----------- | ---------- | -------- | ------ | ----------- | ---------- |
| A. Ajide      | 1        | 0       | 0           | 0          | 0            | 0            | ?            | ?            | 0          | 0          | 0           | 0          | 1        | 0      | 0+          | 0+         |
| D. Boshnjaku  | 0        | 0       | 0           | 0          | 0            | 0            | ?            | ?            | 0          | 0          | 0           | 0          | 0        | 0      | 0+          | 0+         |
| J. Carew      | 19       | 6       | 1           | 1          | 3            | 1            | ?            | ?            | 6          | 1          | 1           | 0          | 28       | 8      | 2+          | 1+         |
| V. Candela    | 12       | 0       | 1           | 0          | 4            | 0            | ?            | ?            | 4          | 0          | 0           | 0          | 20       | 0      | 1+          | 0+         |
| A. Cassano    | 33       | 14      | 1           | 0          | 0            | 0            | ?            | ?            | 6          | 4          | 2           | 0          | 39       | 18     | 3+          | 0+         |
| A. Cerci      | 1        | 0       | 0           | 0          | 0            | 0            | ?            | ?            | 0          | 0          | 0           | 0          | 1        | 0      | 0+          | 0+         |
| C. Chivu      | 22       | 2       | 3           | 0          | 2            | 0            | ?            | ?            | 4          | 0          | 0           | 0          | 28       | 2      | 3+          | 0+         |
| D. Corvia     | 3        | 0       | 0           | 0          | 1            | 0            | ?            | ?            | 1          | 0          | 0           | 0          | 5        | 0      | 0+          | 0+         |
| O. Dacourt    | 27       | 1       | 12          | 1          | 2            | 0            | ?            | ?            | 4          | 0          | 1           | 0          | 33       | 1      | 13+         | 1+         |
| G. D'Agostino | 16       | 1       | 2           | 0          | 4            | 0            | ?            | ?            | 6          | 0          | 0           | 0          | 26       | 1      | 2+          | 0+         |
| T. Dellas     | 14       | 0       | 2           | 0          | 4            | 0            | ?            | ?            | 5          | 1          | 0           | 0          | 23       | 1      | 2+          | 0+         |
| M. Delvecchio | 15       | 3       | 1           | 0          | 4            | 2            | ?            | ?            | 4          | 1          | 0           | 0          | 23       | 6      | 1+          | 0+         |
| R. De Martino | 0        | 0       | 0           | 0          | 1            | 0            | ?            | ?            | 0          | 0          | 0           | 0          | 1        | 0      | 0+          | 0+         |
| D. De Rossi   | 16       | 0       | 3           | 0          | 4            | 0            | ?            | ?            | 6          | 1          | 0           | 0          | 26       | 1      | 3+          | 0+         |
| Emerson       | 33       | 3       | 4           | 0          | 1            | 0            | ?            | ?            | 8          | 2          | 1           | 0          | 42       | 5      | 5+          | 0+         |
| G. Galasso    | 1        | 0       | 0           | 0          | 0            | 0            | ?            | ?            | 0          | 0          | 0           | 0          | 1        | 0      | 0+          | 0+         |
| F. Lima       | 31       | 0       | 3           | 0          | 4            | 0            | ?            | ?            | 8          | 0          | 1           | 0          | 43       | 0      | 4+          | 0+         |
| C. Lupatelli  | 0        | 0       | 0           | 0          | 0            | 0            | ?            | ?            | 0          | 0          | 0           | 0          | 0        | 0      | 0+          | 0+         |
| A. Mancini    | 33       | 8       | 2           | 0          | 4            | 1            | ?            | ?            | 8          | 1          | 0           | 0          | 45       | 10     | 2+          | 0+         |
| V. Montella   | 11       | 5       | 2           | 0          | 0            | 0            | ?            | ?            | 3          | 0          | 1           | 0          | 14       | 5      | 3+          | 0+         |
| C. Panucci    | 22       | 2       | 1           | 0          | 2            | 0            | ?            | ?            | 3          | 0          | 0           | 0          | 27       | 2      | 1+          | 0+         |
| I. Pelizzoli  | 31       | -14     | 0           | 0          | 0            | 0            | ?            | ?            | 3          | -2         | 0           | 0          | 34       | -16    | 0+          | 0+         |
| W. Samuel     | 30       | 1       | 6           | 0          | 2            | 0            | 0            | 0            | 8          | 0          | 2           | 0          | 40       | 1      | 8           | 0          |
| L. Sartor     | 0        | 0       | 0           | 0          | 1            | 0            | ?            | ?            | 0          | 0          | 0           | 0          | 1        | 0      | 0+          | 0+         |
| G. Scurto     | 0        | 0       | 0           | 0          | 0            | 0            | ?            | ?            | 0          | 0          | 0           | 0          | 0        | 0      | 0+          | 0+         |
| D. Tommasi    | 20       | 0       | 1           | 0          | 4            | 1            | ?            | ?            | 5          | 0          | 1           | 0          | 29       | 1      | 2+          | 0+         |
| F. Totti      | 31       | 20      | 5           | 0          | 0            | 0            | ?            | ?            | 1          | 0          | 0           | 0          | 32       | 20     | 5+          | 0+         |
| J. Zebina     | 23       | 2       | 8           | 1          | 2            | 0            | ?            | ?            | 7          | 0          | 1           | 0          | 32       | 2      | 9+          | 1+         |
| C. Zotti      | 3        | -5      | 1           | 0          | 4            | -5           | ?            | ?            | 5          | -4         | 0           | 0          | 12       | -14    | 1+          | 0+         |
| A. Wahab      | 1        | 0       | 0           | 0          | 2            | 0            | ?            | ?            | 1          | 0          | 0           | 0          | 4        | 0      | 0+          | 0+         |